# اف‌اف. ۴۹
اف‌اف. ۴۹ (به انگلیسی: Friedrichshafen_FF.49) یک هواگرد ملخ‌پیشین تک‌موتوره از نوع شناسایی ساخت شرکت Flugzeugbau Friedrichshafen GmbH است. هواگرد اف‌اف. ۴۹ نخستین پروازش را در ۱۹۱۷ میلادی انجام داد. این هواگرد در سال سپتامبر ۱۹۱۷ میلادی رسماً معرفی گردید. در مجموع، تعداد ۲۴۰ فروند از این هواگرد ساخته شده‌است.